# 282 Clorinde
Clorinde /klɒˈrɪnd(ə)/ (định danh hành tinh vi hình: 282 Clorinde) là một tiểu hành tinh điển hình ở vành đai chính. Ngày 28 tháng 1 năm 1889, nhà thiên văn học người Pháp Auguste H. Charlois phát hiện tiểu hành tinh Clorinde khi ông thực hiện quan sát ở Nice và đặt tên nó theo tên nữ anh hùng Clorinda trong sử thi Jerusalem Delivered (1581) (Jerusalem được giải phóng) của thi sĩ Ý Torquato Tasso.